# MNK Bačvice Split
Malonogometni klub "Bačvice" (MNK Bačvice; Bačvice Split; Bačvice) je futsal (malonogometni) klub iz Splita, Splitsko-dalmatinska županija. 
 
U sezoni 2019./20. klub se natjecao u "2. HMNL – Jug"

## O klubu
Klub je osnovan 2014. godine pod imenom "Gradski kotar Bačvice" ("GK Bačvice"), te je počeo nastupati u ligama "UMMN Split" i to "Splitskoj 5.A ligi, te je klub brzo napredovao. 2018. godine klub se službeno registrira kao MNK "Bačvice", te u sezoni 2018./19. nastupa u 1. ŽMNL Splitsko-dalmatinskoj", koju odmah osvajaju, te kroz kvalifikacije se plasiraju u 2. HMNL – Jug, u kojoj nastupaju od sezone 2019./20. 
 
Voditelj kluba je Tomislav Zaninović 

## Uspjesi
1. ŽMNL Splitsko-dalmatinska
- prvak: 2018./19.

UMN Split – 2. liga
- prvak: 2018./19.

UMN Split – 4. liga
- doprvak: 2015./16.

## Plasmani po sezonama
| sezona                             | rang                               | liga                               | poz.                               | klubova u ligi                     | ut                                 | pob                                | ner                                | por                                | gol+                               | gol-                               | bod                                | doigravanje                        | napomena                               | izvori                             |
| Gradski Kotar Bačvice / GK Bačvice | Gradski Kotar Bačvice / GK Bačvice | Gradski Kotar Bačvice / GK Bačvice | Gradski Kotar Bačvice / GK Bačvice | Gradski Kotar Bačvice / GK Bačvice | Gradski Kotar Bačvice / GK Bačvice | Gradski Kotar Bačvice / GK Bačvice | Gradski Kotar Bačvice / GK Bačvice | Gradski Kotar Bačvice / GK Bačvice | Gradski Kotar Bačvice / GK Bačvice | Gradski Kotar Bačvice / GK Bačvice | Gradski Kotar Bačvice / GK Bačvice | Gradski Kotar Bačvice / GK Bačvice | Gradski Kotar Bačvice / GK Bačvice     | Gradski Kotar Bačvice / GK Bačvice |
| ---------------------------------- | ---------------------------------- | ---------------------------------- | ---------------------------------- | ---------------------------------- | ---------------------------------- | ---------------------------------- | ---------------------------------- | ---------------------------------- | ---------------------------------- | ---------------------------------- | ---------------------------------- | ---------------------------------- | -------------------------------------- | ---------------------------------- |
| 2014./15.                          |                                    | UMN Split – 5. A liga              | 5.                                 | 8                                  | 26                                 | 12                                 | 3                                  | 11                                 | 98                                 | 93                                 | 38                                 |                                    |                                        | [ 2 ]                              |
| 2015./16.                          |                                    | UMN Split – 4. liga                | 2.                                 | 14                                 | 26                                 | 18                                 | 1                                  | 7                                  | 114                                | 75                                 | 55                                 |                                    |                                        | [ 3 ]                              |
| 2016./17.                          |                                    | UMN Split – 3. liga                | 4.                                 | 14                                 | 26                                 | 16                                 | 5                                  | 5                                  | 146                                | 101                                | 53                                 |                                    |                                        | [ 4 ]                              |
| 2017./18.                          |                                    | UMN Split – 2. liga                | 3.                                 | 14                                 | 26                                 | 17                                 | 1                                  | 8                                  | 133                                | 89                                 | 52                                 |                                    |                                        | [ 5 ]                              |
| 2018./19.                          |                                    | UMN Split – 2. liga                | 1.                                 | 14                                 | 26                                 | 21                                 | 3                                  | 2                                  | 146                                | 66                                 | 66                                 |                                    |                                        | [ 6 ]                              |
|                                    |                                    |                                    |                                    |                                    |                                    |                                    |                                    |                                    |                                    |                                    |                                    |                                    |                                        |                                    |
| Bačvice                            |                                    |                                    |                                    |                                    |                                    |                                    |                                    |                                    |                                    |                                    |                                    |                                    |                                        |                                    |
| 2018./19.                          | III.                               | ŽMNL Splitsko-dalmatinska          | 1.                                 | 10                                 |                                    |                                    |                                    |                                    |                                    |                                    |                                    |                                    |                                        |                                    |
| 2019./20.                          | II.                                | 2. HMNL – Jug                      | 4.                                 | 12                                 | 18                                 | 8                                  | 5                                  | 5                                  | 92                                 | 71                                 | 29                                 |                                    | liga prekinuta radi pandemije COVID-19 |                                    |
|                                    |                                    |                                    |                                    |                                    |                                    |                                    |                                    |                                    |                                    |                                    |                                    |                                    |                                        |                                    |
|                                    |                                    |                                    |                                    |                                    |                                    |                                    |                                    |                                    |                                    |                                    |                                    |                                    |                                        |                                    |

## Vanjske poveznice
- crofutsal.com, MNK Bačvice
- umn-split.org, GRADSKI KOTAR BAČVICE
- umn-split.hr, GRADSKI KOTAR BAČVICE
- umn-split.org, Klubovi